# Cyrestis thyodamas

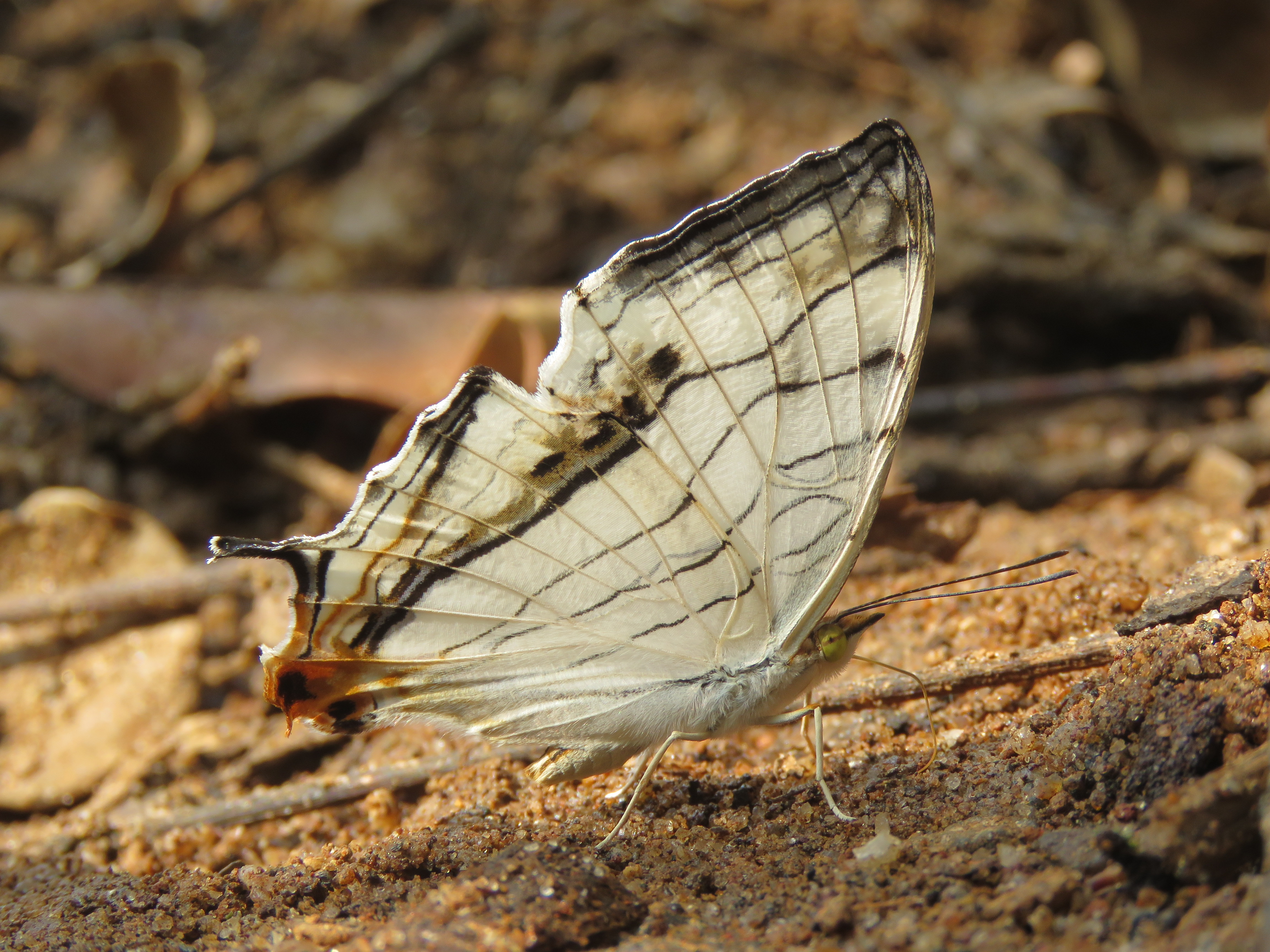
Flügelunterseite

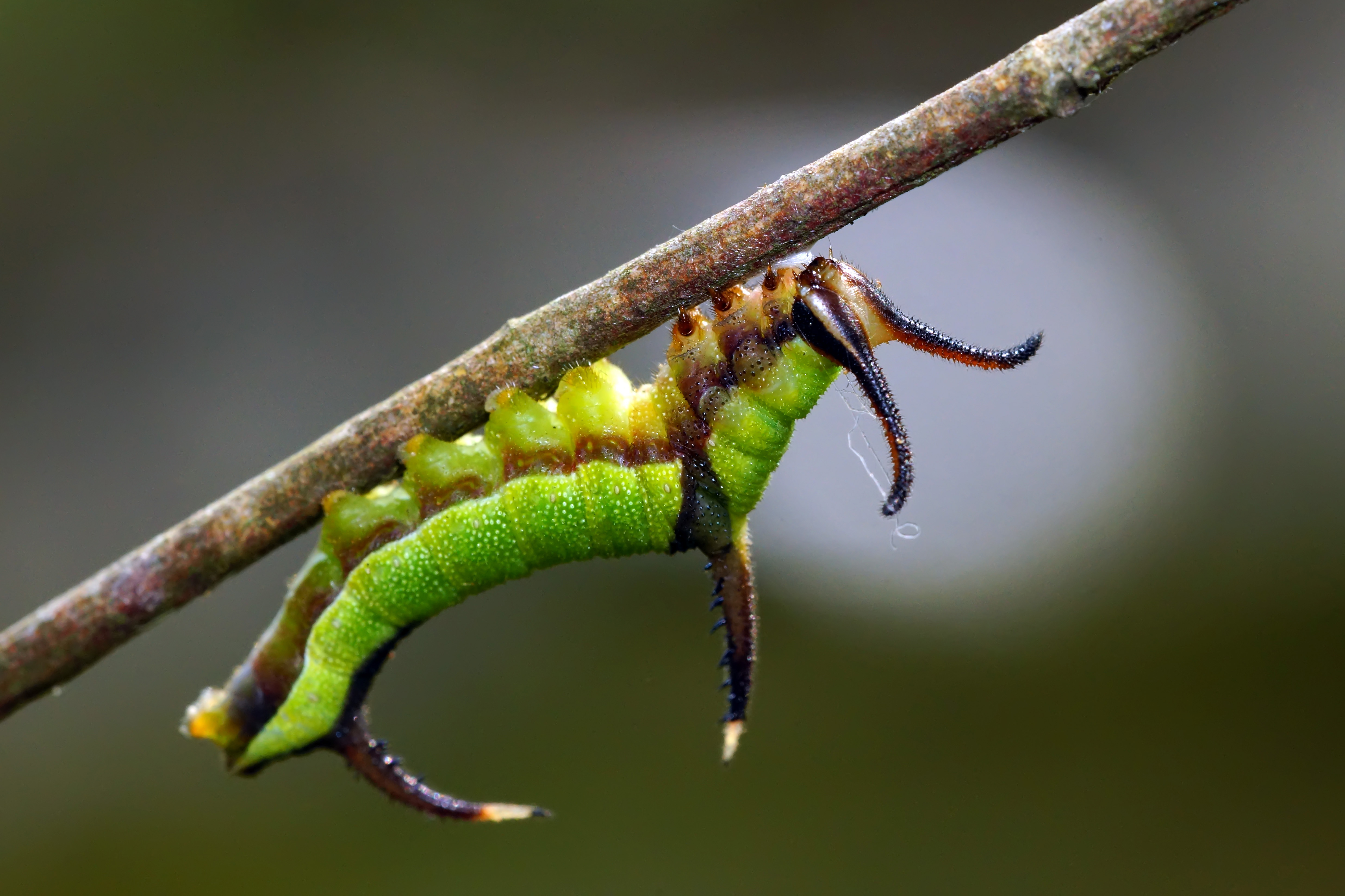
Raupe

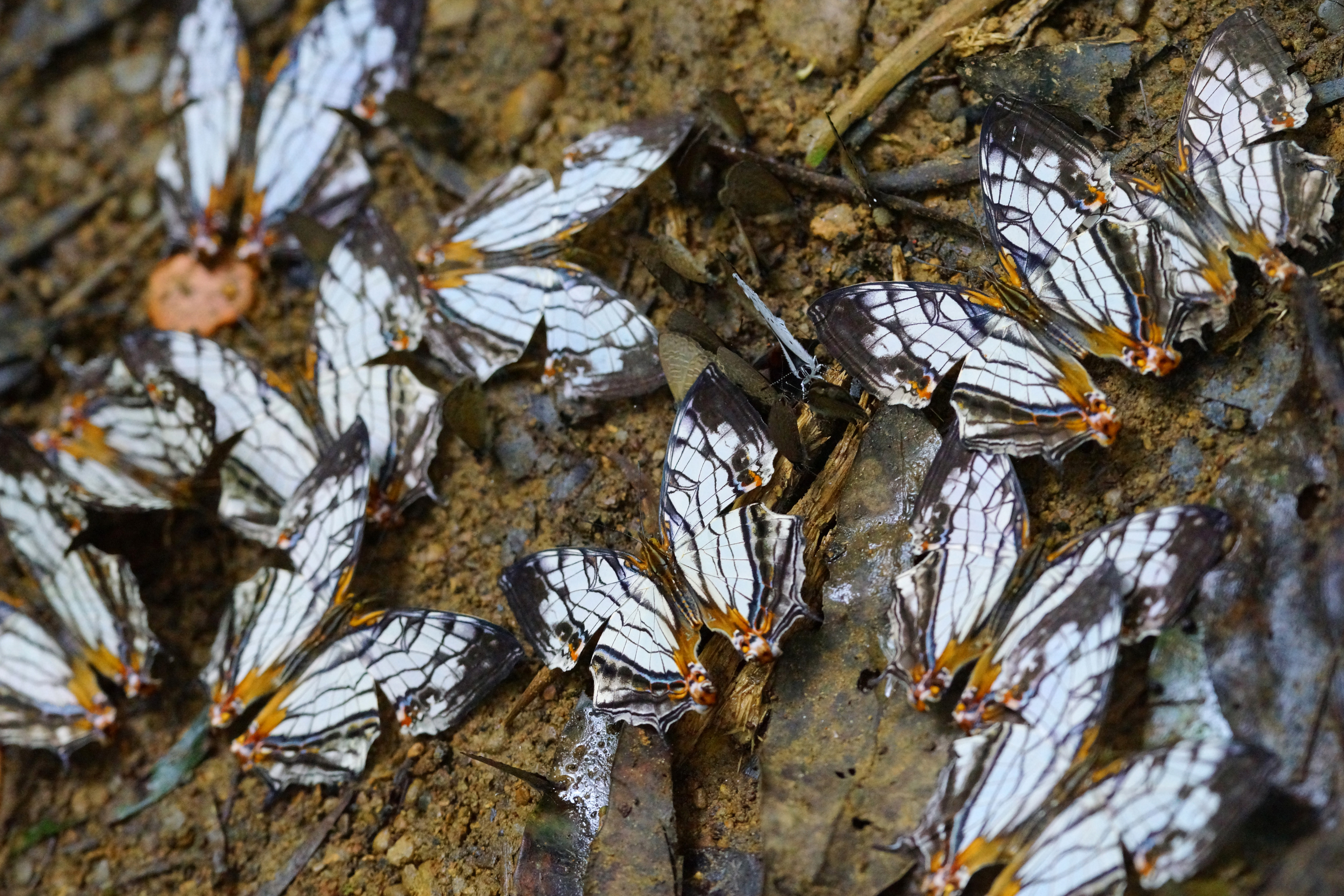
Falter an feuchter Erdstelle

Cyrestis thyodamas ist ein in Südostasien vorkommender Schmetterling (Tagfalter) aus der Familie der Edelfalter (Nymphalidae).

## Merkmale

### Falter
Die Flügelspannweite der Falter beträgt 40 bis 50 Millimeter. Ein  Sexualdimorphismus liegt nicht vor. Bei beiden Geschlechtern ist die Flügelgrundfarbe weiß. Sämtliche Flügel zeigen eine aus feinen schwarzen Linien bestehende Zeichnung, die einem Schnittmuster oder einer Straßenkarte ähnelt. Im englischen Sprachgebrauch wird die Art als Common Map (Gemeine Landkarte) bezeichnet. Der Innenwinkel der Vorderflügel sowie der Apex der Hinterflügel sind jeweils nach innen gebogen und leicht eingezogen. Der Innenwinkel der Vorderflügeloberseite ist mit rötlichen und gelbbraunen Flecken versehen. Die Submarginalregion der Hinterflügel zeigt blaue, dunkelbraune und gelbliche Streifen, die am Analwinkel in einen rotbraunen Fleck münden. Die Hinterflügel sind mit einem kurzen sowie einem etwas längeren Paar spitzer Schwänzchen versehen. Alle Flügelunterseiten zeigen mehrere dünne schwarze Querlinien und Streifen auf weißlichem Grund sowie einen rotbraunen Fleck am Analwinkel.

### Präimaginalstadien
Die Eier sind gelb, haben eine leicht konische Form und sind am Boden abgeflacht.
Junge Raupen sind zunächst glasig hellbraun gefärbt. Ab dem dritten Stadium nehmen sie eine überwiegend grüne Farbe mit einem rotbraunen Seitenstreifen an und es wachsen ihnen zwei dunkelbraune, raue Tuberkel am Kopf sowie weitere auf dem Rücken nach ca. einem Drittel der Körperlänge und am Analsegment, deren Spitzen weißlich gefärbt sind.
Die Puppe ist als Stürzpuppe ausgebildet, hat eine hellbraune Farbe und besitzt am Kopf eine gebogene, schnabelartige Spitze.

### Ähnliche Arten
Ähnliche Falter der Gattung Cyrestis, beispielsweise Cyrestis achates, Cyrestis elegans, Cyrestis irmae, Cyrestis nivea und Cyrestis maenalis unterscheiden sich durch verschiedenartige oder andersfarbige Linienzeichnungen bzw. abweichende Streifenstärken.

## Verbreitung, Unterarten und Lebensraum
Cyrestis thyodamas kommt südlich des Himalaya, in Indien, Myanmar, Thailand, im Südosten Chinas, auf Taiwan und in Japan vor. In den einzelnen Vorkommensgebieten werden derzeit sechs Unterarten geführt. Die Art besiedelt in erster Linie lichte Wälder und Flussufer.

## Lebensweise
Die Falter fliegen je nach den klimatischen Verhältnissen in zwei Generationen im Jahr und sind in allen Monaten in unterschiedlicher Häufigkeit anzutreffen. Sie saugen an Blüten, beispielsweise an Wandelröschen (Lantana) sowie gerne in großen Gruppen gemeinsam an feuchten Erdstellen, um Flüssigkeit und Mineralstoffe aufzunehmen. Die Raupen ernähren sich von den Blättern verschiedener Feigenarten (Ficus).